# 舜耕街道
舜耕街道，是中华人民共和国山東省济南市市中区下辖的一个乡镇级行政单位。

## 行政区划
舜耕街道下辖以下地区：
舜雅社区、舜华社区和舜世社区。